# Rádio Paiquerê
A Rádio Paiquerê é uma rádio do interior do estado paranaense da cidade de Londrina. Opera no dial FM através da frequência 91.7 MHz, oriunda da migração do AM 1110 KHz.

## História
A Rádio Paiquerê, com o prefixo ZYS-57, entrou no ar em caráter experimental em janeiro de 1957, mas só foi inaugurada no dia 9 de fevereiro. Foi a terceira emissora de rádio a surgir na cidade que contava com a Rádio Londrina e a Difusora Paraná. A concessão da Rádio Paiquerê foi dada ao empresário Pedro de Alcântara Worms, vencedor da concorrência aberta pelo Conselho Nacional de Telecomunicações. Pedro Worms e Samuel Silveira eram donos de outras emissoras na região e formaram a Rede Paranaense de Rádio, a qual a Paiquerê passou a ser filiada. Como uma programação diferente, voltada para a informação, a Paiquerê nasceu forte.
No final da década de 1960, uma lei do Governo Federal pôs fim às redes de rádio e as emissoras da Rede Paranaense começaram a ser vendidas. Com isso, a Rádio Paiquerê se tornou propriedade de um grupo de empresários da cidade, liderado por Orlando Mayrink Góes e composto por mais dez sócios: Daniel Gonçalves, João Nicolau, Lucídio de Held, Olavo Garcia Ferreira, Lizandro Ferreira Araújo, Heber Soares Vargas, Milton Tavares da Silva, Camel Nassif, Nassib Jabur e Victor Pimenta Cunha. O objetivo do grupo era político, fortalecer a campanha de Dalton Paranaguá para prefeito.
Em 1970, a Paiquerê foi passada para outro grupo político. Este era comandado por Álvaro Dias e contava com João Conceição, Osvaldo Macedo, Romeu Curi, Délio César, Antenor Aparecido Próspero e Nello Lainetti.
Em 1971, nas mãos de políticos, a Rádio Paiquerê se enchia de irregularidades e estava próxima de ter sua concessão (que ainda continua nos nomes de Pedro Worms e Samuel Silveira) cassada. A saída dos proprietários foi entregar a emissora para a administração da empresa Elo Publicidade, de três profissionais de rádio: João Correia Filho, Ricardo Spinosa e João Baptista Faria (o J.B.).
O negócio deu certo. No ano seguinte, o grupo da Elo adquiriu 50% das cotas da rádio e três anos depois totalizou os 100%. Em 1976, João Correia Filho desligou-se da sociedade e a Rádio Paiquerê ficou com Ricardo Spinosa e João Baptista Faria. Em 1999, a sociedade dos dois também foi desfeita. As cotas de Ricardo Spinosa foram transferidas para João Batista Faria que se tornou o único dono da Paiquerê.
A Rádio Paiquerê tem sua sede própria desde 1979: na Avenida Higienópolis, 2100. 
Em 7 de janeiro de 2019, a emissora estréia no FM 91.7, continuando com as transmissões no AM 1110, cujas transmissões foram cessadas no mesmo ano.

## Paiquerê no jornalismo
A rádio se consolidou no ramo de jornalismo, cobrindo eleições e noticias importantes da região. A rádio contou com comunicadores como Zezão e Ricardo Spinosa, entre outros.

## Paiquerê no esporte
A rádio possui uma equipe esportiva que cobre os principais campeonatos futebolísticos do estado e do Brasil, quando clubes da região participam.

## Antigos comunicadores
- Ricardo Spinosa - jornalista
- José Manoel de Barros - narrador esportivo
- Eduardo Cazarim - narrador esportivo
- Ferraz Junior (in memoriam) - comentarista
- Flávio Campos - comentarista
- Ademir Lobbo - repórter esportivo
- Darci Machado - jornalista
- J. Rodrigues Reina (in memoriam)- jornalista
- José Malkioke "Zezão" (in memoriam) - apresentador

## Comunicadores atuais

### Jornalismo
- Carlos Camargo - apresentador
- Edson Ferreira - apresentador
- Lino Ramos - apresentador
- Fiori Luiz - apresentador
- João Batista Faria - apresentador e proprietário da emissora
- Manoel Osvaldo - repórter e apresentador
- Valmir Martins - repórter
- Neto Almeida - repórter
- Weslley Lemos - repórter

### Esportes
- Fiori Luiz - narrador
- Jota Mateus - narrador e comentarista
- Vanderlei Rodrigues - narrador
- Augustinho Pereira - narrador
- João Baptista Faria - comentarista
- Valmir Martins - comentarista
- Reinaldo Furlan - comentarista e repórter
- Jair Tatinha Prata - repórter
- Lucio Flávio Cruz - repórter
- Fábio Fernandes - repórter e coordenador de esportes
- Wellington Campos - correspondente no Rio de Janeiro
- Flávio Jobim - plantonista
- Weslley Lemos - repórter
- Rodrigo Linhares- apresentador